# AutoHotkey
AutoHotkey — свободно распространяемый язык для автоматизации выполнения задач в Microsoft Windows.
AutoHotkey является языком программирования сценариев (скриптов), приспособленным к лёгкому назначению и переназначению горячих клавиш, включая кнопки мыши и джойстика. Скрипты представляют собой текстовые файлы, с расширением «.ahk». В комплект поставки входит утилита, позволяющая «скомпилировать» их в EXE файлы, и запускать на любом компьютере с ОС Windows, при этом в создаваемый файл могут быть включены другие файлы, извлекаемые при запуске.
AutoHotkey позволяет автоматизировать задачи пользователя Windows таким образом, какой невозможен или затруднён в других языках программирования. Кроме того, этот язык компактен, самодостаточен и работает на всех версиях Windows «прямо из коробки».
AutoHotkey можно использовать для симуляции действий клавиатуры, мыши и джойстика, запуска программ, изменения их интерфейса, управлять окнами, файлами и папками, работать с буфером обмена и системным реестром. Команды могут быть вызваны горячими клавишами.
Также имеются возможности создания GUI, отправки и приёма оконных сообщений, вызова функций DLL, обработки текста при помощи регулярных выражений.
AutoHotkey возник как ответвление проекта AutoIt, когда её автор предложил встроить более тесную поддержку горячих клавиш в AutoIt v2, но не нашёл понимания.
Так автор решил разработать собственный язык, основанный на синтаксисе AutoIt v2 и использующий некоторые возможности AutoIt v3.
В настоящее время развитие изначальной ветки — AutoHotkey 1.0 (впоследствии названной AutoHotkey Basic, Classic, Vanilla) — прекращено её создателем Chris Mallett'ом. Официальный наследник — AutoHotkey 1.1 (AutoHotkey_L) — развивается силами сообщества во главе Steve Gray (Lexikos) и fincs, эта версия предоставляет поддержку Юникода, 64-разрядной архитектуры, массивов, объектов с прототипным конструированием, а также COM и элементов управления ActiveX в GUI.
Пользователь с псевдонимом tinku99 разработал пользовательскую сборку AutoHotkey_N, позволяющая встроить интерпретатор AutoHotkey в другое приложение или язык. Он обеспечивает функциональность AutoHotkey, которую может быть сложнее реализовать на другом языке.
Пользователь с псевдонимом HotKeyIt почти в то же время выпустил на базе AutoHotkey_N свой версию AutoHotkey_H, помимо интеграции через dll, ее можно было использовать и через COM. Также была попытка реализовать защиту кода, что достигалось благодаря криптографии и антиотладочным приемам. По некоторым данным на Windows 10 наблюдается нестабильность запуска.
В настоящее время уже несколько лет происходит разработка второй версии, в данный момент находится в альфа-версии. В данной версии произведено реструктурирование синтаксиса.

## О языке
Возможности языка включают:
- Совместимость с Windows XP / 2003 / Vista / 2008 / 7 / 2008 R2 / 8 / 8.1 / 2012 / 10
- Версия для 64-битных систем.
- Поддержка Юникода.
- Запуск консольных приложений и доступ к стандартным потокам ввода-вывода.
- Запуск программ от имени другого пользователя.
- Компиляция скрипта в EXE файл.
- Включение файлов в скомпилированный файл, которые можно извлекать при запуске.
- Сжатие и защита исполняемого файла от декомпиляции.
- Создание графических интерфейсов GUI, информационных сообщений, форм ввода информации.
- Вызов функций из динамических библиотек и функций Windows API.
- Работа с реестром Windows, буфером обмена, файлами (чтение, изменение, копирование, удаление).
- Работа с объектами COM (Сomponent object modelling).
- Перехват и эмуляция клавиатурных нажатий и кликов мышки.
- Работа с окнами (особенно легко работать с графическими элементами из Windows): передвижение, скрытие, отображение, изменение размера, активизация, закрытие. К окнам можно обращаться по их заголовку, отображаемому тексту, размеру, расположению, классу, по внутренним дескрипторам (handle) Win32 API, определяемым с помощью входящей в комплект поставки утилиты WindowSpy.
- Получение информации и взаимодействие с элементами управления (особенно стандартными): поле редактирования, переключатель, список, кнопки, статусная строка и т. д., в том числе неактивными.
- Интернет: чтение HTML кода страниц и скачивание файлов, работа с FTP, отправка E-mail сообщений, работа с базами данных MySQL и SQLite.
- Работа с протоколами TCP и UDP.
- Автоматизация работы в браузерах: Internet Explorer, Opera, Firefox, Google Chrome.
- Обычные элементы высокоуровневого языка, такие как работа с циклами, функциями и переменными.
- Огромное количество функций для работы с текстом (как со строками и массивами данных, так и с отдельными символами), в том числе с регулярными выражениями в стиле Perl (используется библиотека PCRE).
- Работа со звуком и музыкой.
- Работа со сложными математическими, геометрическими и физическими расчётами (например, с тригонометрическими функциями).
- Простой синтаксис.
- AutoHotkey_H — объединённая версия в виде COM и DLL, позволяющая использовать возможности AHK в программах, написанных на других языках.
- Оптимизация и автоматизация монотонных действий (удаление, перемещение временных файлов, очистка кэш-данных, скачивание файлов).

Интерпретатор AutoHotkey имеет небольшой размер и не требует обязательной установки. Для работы достаточно основного файла, а для создания скрипта — любого текстового редактора. Для запуска без интерпретатора скрипт необходимо предварительно скомпилировать.
Для AutoHotkey существует интегрированная среда разработки под названием SciTE4AutoHotkey, основанная на бесплатном редакторе SciTE. Компилятор, вспомогательные утилиты и справочные материалы полностью интегрированы, что делает редактор стандартным окружением для разработчиков, использующих AHK. Компилятор AHK и среда разработки SciTE легко устанавливаются и в дополнительной настройке не нуждаются.
Подобно другим скриптовым языкам, AutoHotkey — язык третьего поколения, использующий классическую модель и переменные вариантного типа, позволяющие хранить различные типы данных, включая массивы.
Популярное использование AutoHotkey:
- Разработка утилит для Microsoft Windows.
- Мониторинг веб-сайтов, сетей.
- Дефрагментация дисков и резервное копирование.
- Переназначение клавиш, глобально или у отдельных программ
- Управление мышкой с помощью клавиатуры или джойстика
- Слежение за системой, автоматическое выполнение некоторых действий по желанию пользователя.
- Создание ботов/читов/помощников/биндеров к играм. Боты позволяют автоматизировать некоторые действия в играх, в результате пользователь может быстрее добиться нужного результата.

Для упрощения разработки графических интерфейсов существует визуальный редактор SmartGUI Creator.
Исходный код AutoHotkey всех версий на языке C++ доступен для загрузки на GitHub.
Текущая версия языка доступна для скачивания на официальном сайте проекта, также как и предыдущие релизы.

## Примеры
Программа «Привет, мир»:
```
; Выводит стандартное окно с названием «Пример», надписью «Привет, мир!» и кнопкой «ОК».

MsgBox
,
 
0
,
 
Пример
,
 
Привет
,
 
мир
!

```

Создание диалогового окна:
```
; Выводит диалоговое окно с кнопками «Да» и «Нет». В случае нажатия «Да» — выход из программы.

MsgBox
,
 
4
,
 
Вопрос
,
 
Хотите
 
выйти
 
из
 
программы
?
 

IfMsgBox
,
 
Yes

    
ExitApp

else

    
MsgBox
,
 
Спасибо
 
что
 
остались
 
с
 
нами
.

```

Запуск блокнота:
```
Run
,
 
notepad
.
exe

```

Будильник на 12 часов и 00 минут:
```
SetTimer
,
 
CheckTime
,
 
300
 ; Установка таймера на метку раз в 300 миллисекунд.

return
 ; Конец раздела автоматического выполнения. Сценарий приостанавливается, пока не сработает метка.

CheckTime:

	
if
 
(
A_Hour
 
==
 
12
 
&&
 
A_Min
 
==
 
00
)
 ; Если время настало.

	
{

		
ToolTip
,
 
Будильник
.
 ; Выводим сообщение.

		
Sleep
,
 
3000
 ; Ждем 3 секунды.

		
ToolTip
 ; Скрываем сообщение.

	
}

return

```

Скрытие/Показ курсора при нажатии Win + C.
```
; Скрывает/Показывает курсор мыши при нажатии клавиши Win + C.

OnExit
,
 
ShowCursor
 ; При завершении работы скрипта, показываем курсор.

return
 ; Конец раздела автоматического выполнения. Сценарий приостанавливается, пока пользователь не сделает что-нибудь.

ShowCursor:

	
SystemCursor
(
"On"
)

ExitApp

#c::
SystemCursor
(
"Toggle"
)
 ; При нажатии на Win + C показываем/скрываем курсор.

SystemCursor
(
status
 
:=
 
1
)

{

	
static
 
AndMask
,
 
XorMask
,
 
$
,
 
hСursor

		
,
 
c0
,
c1
,
c2
,
c3
,
c4
,
c5
,
c6
,
c7
,
c8
,
c9
,
c10
,
c11
,
c12
,
c13
 ; Системный курсор.

		
,
 
b1
,
b2
,
b3
,
b4
,
b5
,
b6
,
b7
,
b8
,
b9
,
b10
,
b11
,
b12
,
b13
 ; Пустой курсор.

		
,
 
h1
,
h2
,
h3
,
h4
,
h5
,
h6
,
h7
,
h8
,
h9
,
h10
,
h11
,
h12
,
h13
 ; Дескрипторы курсора по умолчанию.

	
if
 
(
status
 
=
 
"Init"
 
or
 
status
 
=
 
"I"
 
or
 
$
 
=
 
""
)
 ; Инициализация при первом вызове.

	
{

		
$
 
=
 
h
 ; Активный курсор по умолчанию.

		
VarSetCapacity
(
 
hСursor
,
4444
,
 
1
 
)

		
VarSetCapacity
(
 
AndMask
,
 
32
*
4
,
 
0xFF
 
)

		
VarSetCapacity
(
 
XorMask
,
 
32
*
4
,
 
0
 
)

		
system_cursors
 
=
 
32512
,
32513
,
32514
,
32515
,
32516
,
32642
,
32643
,
32644
,
32645
,
32646
,
32648
,
32649
,
32650

		
StringSplit
 
c
,
 
system_cursors
,
 
`,

		
Loop
 
%c0%

		
{

			
hСursor
 
:=
 
DllCall
(
"LoadCursor"
,
 
"Ptr"
,
 
0
,
 
"Ptr"
,
 
c
%A_Index%
)

			
h
%A_Index%
 
:=
 
DllCall
(
"CopyImage"
,
 
"Ptr"
,
 
hСursor
,
 
"UInt"
,
 
2
,
 
"Int"
,
 
0
,
 
"Int"
,
 
0
,
 
"UInt"
,
 
0
)

			
b
%A_Index%
 
:=
 
DllCall
(
"CreateCursor"
,
 
"Ptr"
,
 
0
,
 
"Int"
,
 
0
,
 
"Int"
,
 
0
,
 
"Int"
,
 
32
,
 
"Int"
,
 
32
,
 
"Ptr"
,
 
&
AndMask
,
 
"Ptr"
,
 
&
XorMask
)

        
}

    
}

	
if
 
(
status
 
=
 
0
 
or
 
status
 
=
 
"Off"
 
or
 
$
 
=
 
"h"
 
and
 
(
status
 
<
 
0
 
or
 
status
 
=
 
"Toggle"
 
or
 
status
 
=
 
"T"
))

		
$
 
=
 
b
  ; Используем пустой курсор.

	
else

		
$
 
=
 
h
  ; Используем системный курсор.

	

	
Loop
 
%c0%

	
{

		
hСursor
 
:=
 
DllCall
(
 
"CopyImage"
,
 
"Ptr"
,
%$%%A_Index%
,
 
"UInt"
,
2
,
 
"Int"
,
0
,
 
"Int"
,
0
,
 
"UInt"
,
0
 
)

		
DllCall
(
"SetSystemCursor"
,
 
"Ptr"
,
 
hСursor
,
 
"UInt"
,
 
c
%A_Index%
)

	
}

}

```

Пример скрипта с использованием графического интерфейса:
```
Gui
,
 
Add
,
 
Text
,,
 
Имя
:

Gui
,
 
Add
,
 
Text
,,
 
Фамилия
:

Gui
,
 
Add
,
 
Edit
,
 
vFirstName
 
ym
 ; Параметр ym запускает новый столбец элементов управления.

Gui
,
 
Add
,
 
Edit
,
 
vLastName

Gui
,
 
Add
,
 
Button
,
 
default
,
 
OK
 ; Метка ButtonOK (если она существует) будет запущена при нажатии кнопки.

Gui
,
 
Show
,,
 
Простой
 
Пример
 
Ввода

return
 ; Конец раздела автоматического выполнения. Сценарий приостанавливается, пока пользователь не сделает что-нибудь.

ButtonOK:

	
Gui
,
 
Submit
 ; Сохраняет входные данные пользователя в связанную переменную каждого элемента управления.

	
MsgBox
 
Ваша
 
Имя
 
Фамилия
:
 
"%FirstName% %LastName%"
.

GuiClose:
 ; Запускается при закрытии интерфейса.

ExitApp

```